# Jal
Jal is een plaats (city) in de Amerikaanse staat New Mexico, en valt bestuurlijk gezien onder Lea County.

## Demografie
Bij de volkstelling in 2000 werd het aantal inwoners vastgesteld op 1996.
In 2006 is het aantal inwoners door het United States Census Bureau geschat op 2040, een stijging van 44 (2,2%).

## Geografie
Volgens het United States Census Bureau beslaat de plaats een oppervlakte van
12,5 km², geheel bestaande uit land. Jal ligt op ongeveer 936 m boven zeeniveau.

## Plaatsen in de nabije omgeving
De onderstaande figuur toont nabijgelegen plaatsen in een straal van 56 km rond Jal.